# Coupe de Tunisie masculine de basket-ball 2017-2018
Navigation
Coupe de Tunisie 2016-2017 Coupe de Tunisie 2018-2019
La coupe de Tunisie 2017-2018 est la 62e édition de la coupe de Tunisie masculine de basket-ball, compétition à élimination directe mettant aux prises des clubs de basket-ball amateurs et professionnels affiliés à la Fédération tunisienne de basket-ball.

## Demi-finales
| Date           | Équipe à domicile        | Équipe à l'extérieur         | Score |
| -------------- | ------------------------ | ---------------------------- | ----- |
| 31 mars 2018   | Étoile sportive du Sahel | Dalia sportive de Grombalia  | 79-62 |
| 1er avril 2018 | Étoile sportive de Radès | Union sportive monastirienne | 75-61 |

## Finale
| Date        | Lieu  | Équipe à domicile        | Équipe à l'extérieur     | Score |
| ----------- | ----- | ------------------------ | ------------------------ | ----- |
| 12 mai 2018 | Radès | Étoile sportive de Radès | Étoile sportive du Sahel | 79-65 |

## Champion
- Étoile sportive de Radès
  - Président : Adel Ben Romdhane
  - Entraîneur : Adel Tlatli
  - Joueurs : Omar Abada, Mourad El Mabrouk, Ibrahima Thomas, Marouan Kechrid, Mohamed Abbassi, Dustin Salisbery, Mohamed Hadidane, Amine Rzig, Ziyed Chennoufi, Mokhtar Ghayaza, Amrou Bouallegue, Achref Gannouni, Ahmed Smaali

## Autres
- Meilleur joueur de la finale : Ziyed Chennoufi